# Charles Immanuel Forsyth Major
Charles Immanuel Forsyth Major ( Glasgow, 15 de agosto de 1843 – Múnich, 25 de marzo de 1923) fue un médico, zoólogo, botánico suizo y paleontólogo de vertebrados. Fue el autor del primer estudio sistemático moderno de los mamíferos de Madagascar.

## Biografía
Major nació en Glasgow. Pasó su infancia en Constantinopla; y estudió en las universidades de Zúrich y Basilea en Suiza y posteriormente en la de Gotinga, en Alemania. Se graduó en medicina en Basilea en 1868 y se hizo médico en Florencia, Italia.
Como muchos de los primeros naturalistas se dedicó al estudio de los fósiles de mamíferos durante su tiempo libre. Su primera publicación fue en 1872 y versaba sobre fósiles de primates. El gobierno italiano le subvencionó en 1877 y recogió fósiles en Calabria, Córcega, Cerdeña y Sicilia. En 1886 abandonó la práctica de la medicina y comenzó a estudiar fósiles en el archipiélago griego y envió sus colecciones al Colegio Galliard en Lausana y al Museo Británico (Historia Natural). Las colecciones del Museo Británico despertaron en él un profundo interés por el material de Madagascar, y se dedicó al estudio de los especímenes de fauna de lémures, tanto existentes como extintos, y descubrió la nueva familia Megaladapidae (Major 1893), géneros y especies del extinto lémur gigante Megaladapis madagascariensis (Major 1893), y cinco nuevas especies en los géneros Lepilemur y Cheirogaleus. Su gran interés por Madagascar le llevó a iniciar una expedición a la isla. Su viaje de estudio fue financiado por la Royal Society junto con fondos de Lionel Walter Rothschild, Frederick DuCane Godman, Sir Henry Peek y algunos propios. La expedición partió de Gran Bretaña el 15 de julio de 1894 y regresó el 30 de agosto de 1896. En estos dos años acumularon una gran colección que llegó en 73 cajones.
La expedición de Major fue de gran importancia por la variedad de colecciones recogidas, no solo de mamíferos recientes, subfósiles de lémures y aves como las ratites, sino también por otros especímenes zoológicos, paleontológicos y botánicos. A pesar de tener más de un siglo de antigüedad, sus colecciones siguen siendo de gran importancia para el estudio sistemático de los mamíferos de Madagascar.

## Honores

### Epónimos
- (Arecaceae) Neophloga majorana Becc.[3]
- (Lamiaceae) Amaracus majorana Schinz & Thell.[4]
- (Papaveraceae) Pistolochia majorii (Poelln.) Holub[5]

## Algunas publicaciones
- 1901. On Lemur mongoz and Lemur rubriventer. Reimprimió Kessinger Publ. 2010. 28 pp. ISBN 1169463886
- charles immanuel Forsyth Major, george bond Howes. 1899. On fossil and recent Lagomorpha. 88 pp.
- william Barbey, edmond Boissier, charles immanuel Forsyth Major, thomas Pichler. 1890. Lydie, Lycie, Carie, 1842, 1883, 1889: Études botaniques. 82 pp.

## Abreviatura (zoología)
La abreviatura Forsyth-Major  se emplea para indicar a Charles Immanuel Forsyth Major como autoridad en la descripción y taxonomía en zoología.

- La abreviatura «Fors.-Major» se emplea para indicar a Charles Immanuel Forsyth Major como autoridad en la descripción y clasificación científica de los vegetales.[6]